# San José de Miranda
San José de Miranda est une municipalité colombienne située dans le département de Santander.